# Dr. Funk
 (janvier 2024).
Si vous disposez d'ouvrages ou d'articles de référence ou si vous connaissez des sites web de qualité traitant du thème abordé ici, merci de compléter l'article en donnant les références utiles à sa vérifiabilité et en les liant à la section « Notes et références ».
 (janvier 2024).
Pour les articles homonymes, voir Funk (homonymie).
Dr Funk est le nom d'un cocktail alcoolisé mis au point au XIXe siècle par le médecin tropical allemand Bernhard Funk à Samoa en tant que médicament tropical[réf. nécessaire].

## Histoire
Plusieurs versions légèrement différentes du cocktail originel ont été transmises, mais les éléments de base restent les mêmes : absinthe, rhum et sirop de grenade, ainsi que du jus de citron et de citron vert[réf. nécessaire]. Bernhard Funk a partagé la recette avec des amis en Polynésie française, et le cocktail s'est répandu dans toute la région océanique, à commencer par Tahiti[réf. souhaitée]. La boisson est ainsi devenue le modèle des « cocktails des mers du Sud » qui ont vu le jour dans les années 1920 et sont devenus populaires dans les années 1950. Elle est donc considérée comme la « mère de tous les cocktails »[Par qui ?][réf. nécessaire]. Parmi les cocktails actuellement populaires, le « Zombie » est celui qui lui ressemble le plus dans sa composition[Interprétation personnelle ?]. 
Le Dr Funk est le seul cocktail à avoir été créé en Océanie (Polynésie)[réf. souhaitée]. Traditionnellement, il est servi dans un verre de bière Pilsner. Cependant, dans le cadre de la mode Tiki, des récipients imaginatifs ont été et sont encore utilisés. Grâce à diverses expositions et publications, la boisson a récemment regagné en popularité,.